# Cree Summer
Cree Summer est une actrice et compositrice américaine née le 7 juillet 1969 à Los Angeles, en Californie (États-Unis). Elle est surtout connue pour son rôle de Winifred Freddie Brooks dans la sitcom américaine Campus Show. Elle a prêté sa voix à de nombreux personnages comme Penny dans Inspecteur Gadget pendant la saison 1, Elmyra Duff dans Les Tiny Toons, Susie Carmichael dans Les Razmoket et Les Razbitume, princesse Kida dans Atlantide, l'empire perdu, Valerie Gray dans Danny Fantôme, Foxxy Love dans Drawn Together, Numéro 5 dans Nom de code : Kids Next Door, et Cleo le caniche dans Clifford le gros chien rouge.

## Naissance
Cree Summer né à Los Angeles a grandi dans la province de Saskatchewan au Canada. Elle est la fille des canadiens Don Francks et Lili Francks, des cris du Canada. Son frère, Rainbow Sun Francks est un ancien VJ de MuchMusic.

## Carrière
La carrière de Cree a commencé en 1983 quand elle a prêté sa voix à Penny dans la série d'animation Inspecteur Gadget. Sa voix unique et rauque est instantanément reconnaissable par les agents de casting qui l'embauchent dans des programmes d'animation cultes : Les Bisounours, le film (1985), ou Ewoks (1985).
Les téléspectateurs mettent enfin un visage sur sa voix quand elle devient Winifred 'Freddie' Brooks dans Campus Show le spin-off de Cosby Show. Elle devient un personnage régulier en 1988 jusqu'à la fin en 1993.
Pendant le tournage de Campus Show, elle a continué de travailler dans le doublage. Elle joue également dans la série Sweet Justice en 1994 jusqu'à son annulation en 1995. Sauf quelques apparitions dans des sitcoms et des séries télévisées elle a surtout fait carrière dans le doublage.
Cree a prêté sa voix à plus d'une centaines de personnages animés entre 1983 et 2006 dans des jeux vidéo, des séries télévisées, des dessins animés, des films d'animation et des publicités. 
Sur les commentaires DVD de la première saison de Drawn Together elle a déclaré qu'elle avait été initialement embauchée pour faire la voix de Meg Griffin dans Les Griffin mais qu'elle fut finalement congédiée par les producteurs.
Cree Summer joue régulièrement avec Tara Strong. Les deux actrices sont amies d'enfance, elles ont grandi à Toronto.
Elle est aussi la voix du M&M's vert dans les publicités M&M's.

### Jeux vidéo
Elle a été la voix de Tandi dans Fallout, de Tatjana dans Arc the Lad: Twilight of the Spirits, Lady Belgemine et d'autres personnages dans Final Fantasy X; Lenne/Calli dans Final Fantasy X-2, Storm dans Marvel Super Hero Squad, Cynder dans The Legend of Spyro: A New Beginning, Catalina Thorn dans Crackdown 2, Médusa dans Kid Icarus Uprising, ou encore Mindy dans Tony Hawk's American Wasteland.

## Carrière musicale
Cree Summer chante dès son plus jeune âge. Elle rejoint son premier groupe alors qu'elle a 13 ans. En 1985, elle enregistre la chanson thème de OWL/TV, une chaîne de télévision éducative pour les enfants. En 1993, elle sort un album avec son groupe Subject to Change. Le groupe diffuse un message politique fort. En 1999, Cree sort son premier album solo Street Faërie, produit et où chante en guest son ami Lenny Kravitz.
Cree Summer a chanté une chanson intitulée Savior Self (Auto Sauveur) pour laquelle elle a réalisé un clip où elle chante avec Zoë Kravitz (fille de Lisa Bonet et Lenny Kravitz). 
Un certain nombre de personnages qu'elle double dans l'animation sont des chanteurs ou chantent dans la BO. Elle chante dans le générique des Razbitume. Son personnage de Foxxy Love dans Drawn Together est aussi chanteuse. Numéro 5 dans Nom de code : Kids Next Door chante une berceuse pour les bébés.

## Filmographie

### En tant que comédienne de doublage

#### Cinéma
- 1985 : Les Bisounours: le film (The Care Bears Movie) d'Arna Selznick : Kim (jeune)
- 1986 : Madballs: Escape from Orb!  de Laura Shepherd : Freakella
- 1986 : Les Bisounours II: une nouvelle génération (Care Bears Movie II: A New Generation) de Dale Schott : Christy
- 1992 : Les Vacances des Tiny Toon (Tiny Toon Adventures: How I Spent My Vacation) : Elmyra Duff / Mary Melody
- 1998 : Les Razmoket, le film (The Rugrats Movie) de Norton Virgien et Igor Kovaljov : Susie Carmichael
- 2000 : Dingo et Max 2 (An Extremely Goofy Movie) d'Ian Harrowell et Douglas McCarthy : Co-Ed (fille en boîte de nuit)
- 2000 : Les Razmoket à Paris, le film (Rugrats in Paris: The Movie) de Stig Bergqvist et Paul Demeyer : Susie Carmichael
- 2001 : Atlantide, l'empire perdu (Atlantis: The Lost Empire) de Gary Trousdale et Kirk Wise : Princesse « Kida » Kidagakash
- 2002 : La Famille Delajungle, le film (The Wild Thornberrys Movie) de Cathy Malkasian et Jeff McGrath : Phaedra
- 2002 : Barbie, princesse Raiponce (Barbie as Rapunzel) d'Owen Hurley : Penelope
- 2003 : Les Énigmes de l'Atlantide (Atlantis: Milo's Return) de Victor Cook, Toby Shelton et Tad Stones : Reine Kida
- 2003 : Les Razmoket rencontrent les Delajungle (Rugrats Go Wild!) de Norton Virgien et John Eng : Susie Carmichael
- 2003 : Blizzard  de LeVar Burton : Aphrodite
- 2004 : Clifford et ses amis acrobates (Clifford's Really Big Movie) de Robert C. Ramirez : Cleo
- 2004 : Star Wars: The Clone Wars : Luminara Unduli
- 2005 : Le Petit Dinosaure : L'Invasion des Minisaurus (The Land Before Time XI: Invasion of the Tinysauruses) de Charles Grosvenor : Lizzie / Bonehead
- 2006 : Bambi 2 (Bambi II) de Brian Pimental : Mena
- 2006 : Bratz: Génie et Magie (Bratz: Genie Magic) de David Mucci Fassett : Zell
- 2006 : Bratz: Passion 4 Fashion Diamondz de David Mucci Fassett et Nick Rijgersberg : Mandy
- 2007 : Superman : Le Crépuscule d'un dieu (Superman: Doomsday) de Lauren Montgomery, Bruce Timm et Brandon Vietti : Mercy Graves
- 2008 : Turok: Son of Stone de Curt Geda, Dan Riba, Frank Squillace et Tad Stones : Sepinta
- 2008 : Doraemon : Nobita et la Légende du géant vert (Nobita and the Green Giant Legend) d'Ayumu Watanabe : voix additionnelles
- 2010 : Georges le petit curieux 2 : Suivez ce singe (Curious George 2: Follow That Monkey!) de Norton Virgien : Mme. Fisher, pilote, petite fille
- 2010 : The Drawn Together Movie: The Movie! de Greg Franklin : Foxxy Love, la fille du Suck My Taint
- 2011 : DC Showcase: Catwoman de Lauren Montgomery : Lily (court-métrage)
- 2012 : Medusa's Revenge de Kazuto Nakazawa : Medusa (court-métrage)
- 2012 : Strange Frame de G. B. Hajim : Reesa
- 2015 : Madea's Tough Love de Frank Marino : femme dans le public
- 2015 : Bob l'éponge, le film : Un héros sort de l'eau (The SpongeBob Movie: Sponge Out of Water) de Paul Tibbitt : une mouette
- 2015 : Lego DC Comics Super Heroes - La Ligue des justiciers : L'Attaque de la Légion maudite (Lego DC Comics Super Heroes - Justice League: Attack of the Legion of Doom) de Rick Morales : Cheetah
- 2016 : Nerdland de Chris Prynoski : Sassy
- 2019 : Wonder Woman: Bloodlines de Sam Liu et Justin Copeland : Hippolyte
- 2019 : Toy Story 4 de Josh Cooley : voix additionnelles
- 2022 : Teen Titans Go! & DC Super Hero Girls: Mayhem in the Multiverse de Matt Peters et Katie Rice : Catwoman, Hippolyte
- 2023 : Super Mario Bros. le film (The Super Mario Bros. Movie) d'Aaron Horvath et Michael Jelenic (en) : la cliente de la publicité, voix additionnelles

#### Télévision
- 1983 : Inspecteur Gadget (Inspector Gadget) : Penny (saison 1)
- 1984 : Strawberry Shortcake and the Baby Without a Name : Orange Blossom
- 1985 : Ewoks (Star Wars: Ewoks) : Princess Kneesaa (saison 1)
- 1985 : Droïdes : Les Aventures de R2-D2 et C-3PO (Star Wars: Droids) : Princesse Gerin
- 1987 : Hello Kitty's Furry Tale Theater : Catnip
- 1988 : SOS Fantômes (Slimer! and the Real Ghostbusters) : Chilly Cooper
- 1988 : Garbage Pail Kids : Clogged Duane, Heartless Hal, Trashed Tracy, Squishy et Plain Jane
- 1988 : Yogi (The New Yogi Bear Show) : Scruffy (saison 1, épisode 13)
- 1989 : Camp Candy : Robin
- 1990 : Peter Pan et les Pirates (Peter Pan and the Pirates) : Tiger Lily
- 1990 : Widget, the World Watcher : voix additionnelles
- 1990-1992 : Les Tiny Toons (Tiny Toons Adventures) : Elmyra Duff, Mary Melody
- 1991-1994 : Capitaine Planète (Captain Planet and the Planeteers) : Karen (2 épisodes)
- 1992 : The Plucky Duck Show : Elmyra Duff
- 1992 : La Petite Sirène (The Little Mermaid) : Perle (2 épisodes)
- 1992 : It's a Wonderful Tiny Toons Christmas Special : Elmyra Duff
- 1993 : Les Razmoket (Rugrats) : Susie Carmichael
- 1993 : Cro : Soolie
- 1994 : Bonkers : Alto (saison 4, épisode 3)
- 1994 : Sonic the Hedgehog : Dulcy
- 1994 : Tiny Toons Spring Break : Elmyra Duff
- 1994 : Problem Child : Spencer
- 1994-1995 : Animaniacs : Elmyra Duff
- 1994-1996 : Gargoyles, les anges de la nuit (Gargoyles) : Hyena
- 1995 : Et ils eurent beaucoup d'enfants (Happily Ever After: Fairy Tales for Every Child) : Princesse Ebony (saison 1, épisode 6)
- 1995 : Freakazoid! : Jill (saison 1, épisode 1)
- 1995 : Les Histoires Farfelues de Félix Le Chat (The Twisted Adventures of Felix the Cat) : voix additionnelles
- 1995 : Tiny Toon Adventures: Night Ghoulery : Elmyra Duff
- 1996 : Project G.e.e.K.e.R. : Lady Becky MacBeth
- 1996 : Mortal Kombat: Les Gardiens du Royaume (Mortal Kombat: Defenders of the Realm) : Kitana
- 1996 : The Mask, la série animée : Jennifer Peenman, Gorgonzola, Cookie BaBoom, Davida Steelmine
- 1996 : Le Livre de la jungle, souvenirs d'enfance (Jungle Cubs) : le Prince Louie
- 1997 : The Wacky World of Tex Avery : Khanie
- 1997 : Mummies Alive! (en) : Nefertina
- 1997 : Les 101 Dalmatiens, la série  (101 Dalmatians: The Series) : Princesse, voix additionnelles
- 1997 : Pepper Ann : Tessa James, Vanessa James
- 1998 : Minus, Elmira et Cortex (Pinky, Elmyra & the Brain) : Elmyra Duff
- 1999 : Sabrina the Animated Series : Chloe
- 2000-2009 : Ginger (As Told by Ginger) : Miranda Killgallen (37 épisodes)
- 2000 : The Kids Next Door : Numbah 5
- 2000 : Les Weekenders (The Weekenders) : La mère de Carver, ToddDescartes, Penny Descartes
- 2000 : Teacher's Pet (en) : voix additionnelles
- 2000 : Clifford le gros chien rouge (Clifford the Big Red Dog) : Cleo
- 2001 : A Rugrats Kwanzaa Special : Suzie Carmichael
- 2001 : Horrible Histories : Mo, Misc
- 2001 : The Rugrats: All Growed Up : Susie Carmicheal
- 2002 : Elise: Mere Mortal : Elise
- 2003 : Jenny Robot : Tiff Krust
- 2003 : Les Razbitume (All Grown Up) : Susie Carmichael
- 2005 : Bratz : Alonce (saison 1, épisode 5)
- 2005 : Le Monde de Maggie : Rayna
- 2005 : Camp Lazlo : Fern / la mère de Fern / la mère de Misty / Jon
- 2005 : Mon copain de classe est un singe (My Gym Partner's a Monkey) : Mme Tusk
- 2006 : Spawn: The Animation : Marie
- 2006 : Nom de code : Kids Next Door - Operation Z.E.R.O. : voix multiples
- 2007 : Hellboy : De sang et de fer (Hellboy Animated: Blood and Iron) : Hécate
- 2011-2013 : Les Puppies : L'agence canine (Pound Puppies) : Cupcake
- 2013 : Curious George: A Halloween Boo Fest : Ada
- 2014 : Stan Lee's Mighty 7 de Lee Ningning : Veronica
- 2014-2017 : Shérif Callie au Far West (Sheriff Callie's Wild West) : Priscilla Skunk
- 2021 : Les Maîtres de l'univers : Révélation (Masters of the Universe: Revelation) : la prêtresse

#### Jeux vidéos
- 1997 : Fallout : Tandi
- 1998 : Fallout 2 : Joanne Lynette
- 2004 : Final Fantasy X-2 : Lenne
- 2005 : Tony Hawk's American Wasteland : Mindy

### En tant qu'actrice

#### Cinéma
- 1987 : Wild Thing : Lisa
- 2013 : I Know That Voice : elle-même

#### Télévision
- 1987 : Le Mystère de la baie (Bay Coven) : Jazz Singer
- 1994-1995 : La Loi de la Nouvelle-Orléans (Sweet Justice) : Reese Daulkins
- 2023 : Swarm (épisode 7 : Only God Makes Happy Endings)
- 2024 : Abbott Elementary : Mme. Inez (2 épisodes)
- Prochainement : Ironheart

#### Clips vidéos
- 1991 : Black or White de Michael Jackson